# La Mort d'un bureaucrate
Pour plus de détails, voir Fiche technique et Distribution.
La Mort d'un bureaucrate (titre original : La muerte de un burócrata) est un film cubain réalisé par Tomás Gutiérrez Alea et sorti en 1966.

## Synopsis
Francisco J. Pérez, ouvrier exemplaire, concepteur d'une machine à produire des bustes de José Martí, le héros national, meurt broyé par sa propre invention. Sur proposition de Ramos, responsable de l'atelier des images révolutionnaires, il est enterré avec son livret de travail, symbole de sa condition sociale. Or, privée de ce document, sa veuve ne peut obtenir sa pension de réversion. Son neveu, Juanchín, effectue d'incertaines démarches pour exhumer le cadavre. Mais, une fois le mort déterré clandestinement, il faut, à nouveau, obtenir un permis d'inhumer. Et, comment ? Puisque le défunt ne figure pas légalement comme exhumé. La quête de Juanchín sombre dans l'absurdité et provoque son hystérie. Après un dernier refus de l'administrateur, il l'étrangle. Une ambulance le conduit alors à l'asile. Sur la route du cimetière, le corbillard du bureaucrate assassiné croise un véhicule du service d'hygiène qui, alerté par la présence d'oiseaux charognards près du domicile de la veuve, ramène d'urgence la dépouille de l'ouvrier modèle dans son caveau. 

## Fiche technique
- Titre du film : La Mort d'un bureaucrate
- Titre original : La muerte de un burócrata
- Réalisation : Tomás Gutiérrez Alea
- Scénario : Alfredo del Cueto, Ramón F. Suárez et T.G. Alea
- Musique : Leo Brouwer
- Décors : Luis Marquez, Luis Obregon
- Costumes : Elbà Perez
- Photographie : Ramón F. Suárez
- Son : Pablo Martinez, Carlos Fernandez
- Montage: Mario Gonzalez
- Production : Margarita Alexandre
- Société de production et de distribution : ICAIC (Institut cubain des arts et de l'industrie cinématographiques)
- Format : Noir et blanc, 35 mm
- Animation : Pepín Rodríguez (générique : Carruana)
- Pays de production :  Cuba
- Langue originale : Espagnol
- Durée : 85 minutes
- Date de sortie : 1966

## Distribution
- Salvador Wood (es) : Juanchín, le neveu de la veuve
- Silvia Planas : la veuve
- Gaspar de Santelices : Ramos
- Manuel Estanillo : l'administrateur du cimetière
- Carlos Ruiz de la Tejera : le psychiatre
- Elsa Montero : Sabor
- Omar Alfpnso : Cojimar
- Luis Romay : El Zorro
- Ricardo Suarez : Tarafa
- Regina Amador : la fille en bikini noir
- Pedro Pablo Astorga
- Roberto Agromonte
- Laura Zarrabeitia

## Autour du film
- « [...] Tomás Gutiérrez Alea tourna cette satire sociale conçue comme une critique de la machinerie bureaucratique socialiste - une critique du système faite de l'intérieur du système [...] », écrit Antxon Salvador Castiella[1]. Il est, néanmoins, recommandé de lever une équivoque : « le contenu du film n'est nullement dicté par des directives officielles »[2].
- En effet, La Mort d'un bureaucrate a été réalisé à partir d'octobre 1965 et présenté en 1966. Or, la campagne antibureaucratique officielle, orchestrée par le quotidien Granma, se déroule du 5 au 12 mars 1967. À travers celle-ci, le pouvoir castriste poursuit, vraisemblablement, des objectifs de politique extérieure - désaccords conjoncturels avec l'Union soviétique - et de politique intérieure - lutte contre la fraction communiste dissidente d'Anibal Escalante[3].
- Gutiérrez Alea traite, quant à lui, d'un réel problème de société. « Il dénonce [...] des tracasseries et des abus profondément ancrés »[4] dans la vie quotidienne des citoyens cubains. « Partant en guerre contre la caste administrative, Alea a compris [...] que l'ironie et l'humour sont des armes non récupérables par l'esprit de sérieux des intellectuels organiques, moralisateurs et bureaucrates de la pensée. »[5]
- Alea a donc souvent réutilisé les expressions de l'humour telles qu'elles ont pu se développer à travers l'histoire du cinéma. « Pour ce qui est des hommages, cela n'a pas été prémédité. Cela a surgi de façon spontanée, pendant que nous travaillions au scénario, en toute décontraction », dit le réalisateur[6]. Comme il fallait le prévoir, les burlesques américains sont les plus présents : Laurel et Hardy, Harold Lloyd, Buster Keaton... mais, peut-être aussi les pionniers de l'animation Georges Méliès et Segundo de Chomón. « [...] le plus souvent Alea retrouve dans l'évocation comique de la mort le ton de la comédie grinçante, italienne ou hispanique, dans le décor des intérieurs modestes où un cadavre vient encombrer une "survie" déjà fort compliquée, humour costumbriste noir et amer de Berlanga (Plácido, 1961), des films de Totò, et aussi réalisme social des premières œuvre populistes d'Elia Kazan. »[7]
- La Mort d'un bureaucrate aura pourtant fait rire les bureaucrates eux-mêmes. Gutiérrez Alea reconnaît le fait et confesse : « [...] je suis certain que la plupart des vrais bureaucrates ne se sentiront pas visés par le film. Au mieux, ils y découvriront le portrait du voisin, pas le leur bien sûr. [...] Un bureaucrate de ma connaissance s'est esclaffé durant toute la projection du film et m'a félicité [...]. Peut-être jouait-il la comédie, [...] puis je me suis dit qu'il avait ri des gags du film mais jamais avec le film, jamais avec moi. »[8] Plus tard, le cinéaste cubain affirmera : « Aujourd'hui, après tant d'années, je crois que si j'éprouvais l'envie d'aborder à nouveau le même thème, je le ferais d'une manière différente. »[9]